# 蘇合香
蘇合香（そごうこう）は、ある種の植物から得られる樹脂である。基源となる植物は歴史的に変遷しており、一種ではない。スチラックス（styrax）、ストラックス（storax）ともいうが、これらは蘇合香を分泌する植物そのものを指すこともある。

## 基源植物
雅楽に「蘇合香」という曲（唐楽、盤渉調）がある。伝説ではインドのアショーカ王が病に倒れたとき、蘇合草という草から得た薬で回復したため、それを記念して王が曲を作ったものとされている。この曲の舞は蘇合草に模した菖蒲のような冠をつけて舞う。しかし、現在知られている蘇合香を産するいずれの植物も菖蒲の近縁種ではないため、この蘇合草の素性については分かっていない。
16世紀までは蘇合香はトルコ近辺に産するエゴノキ科の植物セイヨウエゴノキ（Styrax officinalis）から得られる樹脂のことを指していた。この植物は安息香と近縁の植物である。しかし、同じようにトルコ近辺に産し、品質的に類似したより安価なフウ科（旧マンサク科）の植物ソゴウコウ（Liquidambar orientalis　レヴァントスチラックスと呼ばれる）から得られる樹脂が現れてからは、それにとって代わられる形で市場から消えた。
現在ではこの植物の近縁種でありアメリカ南部から中央アメリカに産するモミジバフウ（Liquidamber styraciflua　アメリカフウ、アメリカソゴウコウノキ、アメリカンスチラックスと呼ばれる）から得られる樹脂も市場に出ている。

## 製法
樹皮に傷を付けてそこから流れ出てくる樹脂を集める。樹脂は一部の木しか産出しない。得られる樹脂は緑色の液体で、これを有機溶媒で抽出してレジノイドとし、あるいはさらにアルコールで抽出してアブソリュートとして用いる。また、水蒸気蒸留により精油も得られる。

## 成分
特徴的な成分としてスチレンを含有する。スチレンの名前はこの樹脂から単離されたことに由来する。その他、ケイ皮酸やそのエステル、シンナミルアルコール、3-フェニル-1-プロパノール、バニリンなどを含有する。

## 用途
香料のほか、気管支炎や疥癬などに対する生薬として使用される。